# Vachères (rivière)
Les Vachères est une rivière torrentielle qui coule dans le département des Hautes-Alpes, en région Provence-Alpes-Côte d'Azur, et affluent gauche de la Durance, donc sous-affluent gauche du Rhône.

## Géographie
La longueur de son cours d'eau est de 21,9 km. Il coule - très globalement - du sud-est vers le nord-ouest. Il s'appelle aussi dans sa partie haute le torrent de Grand Vallon jusqu'à sa confluence avec le torrent du petit Vallon. Il prend sa source à un kilomètre au nord-est de la tête de l'Aupet (2 870 m.
Il conflue au sud d'Embrun en rive gauche de la Durance à 788 m d'altitude.

### Communes et canton traversés
Dans le seul département des Hautes-Alpes, le torrent des Vachères traverse les quatre communes suivantes, de l'amont vers l'aval : Les Orres (source), Saint-Sauveur, Baratier, Embrun (confluence).
Soit, en termes de cantons, le torrent des Vachères prend source et conflue dans le seul canton d'Embrun, dans l'arrondissement de Gap.

### Bassin versant
Le torrent des Vachères traverse une seule zone hydrographique Le torrent des Vachères (X032) pour 96 km2 de superficie. Ce bassin versant est constitué à 91,47 % de « forêts et milieux semi-naturels », à 8,34 % de « territoires agricoles », à 0,96 % de « territoires artificialisés ».

### Organisme gestionnaire
L'organisme gestionnaire est l'EPTB SMAVD ou syndicat mixte d'Aménagement de la vallée de la Durance.

## Affluents
Les Vachères ont cinq affluents contributeurs :
- le torrent du Petit Vallon (rg[note 1]), 4,5 km sur la seule commune des Orres.
- le torrent des Charences (rg), 2,1 km sur la seule commune des Orres.
- le torrent de l'Eyssalette (rg), 7,6 km sur la seule commune des Orres, avec un affluent :
  - le torrent du Guet (rd), 4 km sur la seule commune des Orres.
- le torrent de Corbières (rg), 2,3 km sur les trois commune de Baratier, Saint-Sauveur, des Orres.
- le torrent de Combe Noire (rd), 4,2 km sur les deux commune de Saint-Sauveur, des Orres.

### Rang de Strahler
Donc son rang de Strahler est de trois.